# Optotip

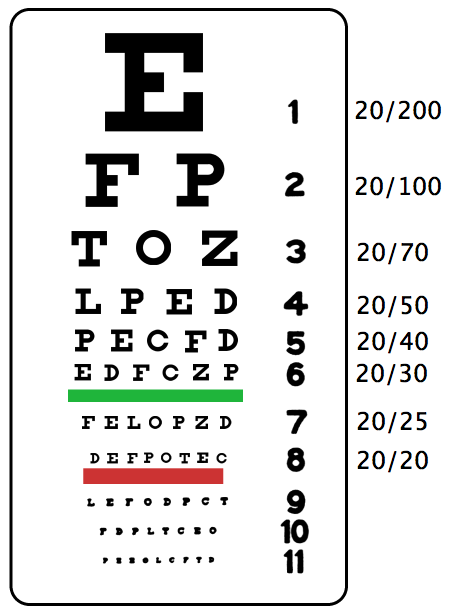
Optotip de Snellen (1862)

Un optotip és un cartell amb lletres o signes impresos a diverses mides utilitzat per avaluar l'agudesa visual. N'existeixen de diferentstipus: per mesurar l'agudesa visual llunyana i propera i la visió de color.
Porten lletres, nombres i figures en diferents grandàries –prèviament determinades i ordenades en files–, i que es cataloguen en dècimes de visió. Tots es basen en el principi de separació mínima entre dos punts (veure agudesa visual). Es poden presentar en pantalles retroil·luminades o en projectors.
Aquestes taules s'han de col·locar a una distància estandarditzada de la persona avaluada. Ha d'intentar identificar els símbols que es presenten a la taula, amb un ull tapat: primer els símbols més grans i continuant amb símbols progressivament més petits, fins que ja no aconsegueixi diferenciar-los. L'última fila en la que ha pogut identificar més de la meitat dels símbols és la que es considera l'agudesa visual de l'ull d'aquella persona.
En l'actualitat, de tots els optotips que hi ha al mercat, el més utilitzat és la prova de Snellen.

## Tipus d'optotips
Hi ha molts tipus d'optotips, i l'elecció d'un o un altre depèn de molts factors. Un d'ells és si la visió que volem avaluar és normal, baixa (moderada, severa o profunda) o nul·la. Encara que la majoria de tests utilitzen lletres, també existeixen models amb imatges o símbols per a infants o persones que no saben llegir.

### Prova de Snellen

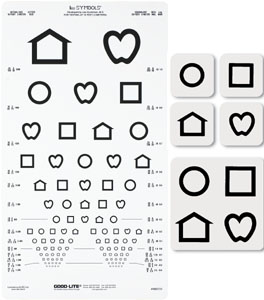
Prova de LEA

Herman Snellen va definir la visió estàndard el 1862 com la capacitat de reconèixer els optotips de la seva gràfica a una distància estàndard de sis metres. A aquesta distància, els símbols en la línia que representa l'agudesa normals subtendeixen un angle de cinc minuts d'arc, i el gruix de les línies i dels espais entre les línies subtendeix un minut d'arc. Aquesta línia, designat 6/6, és la línia més petita que una persona amb una agudesa normal ha de poder llegir a una distància de 6 metres. la visió estàndard és per tant la capacitat de distingir característiques separades per d'un minut d'arc.

### Prova de Lea
La prova de Lea tracta d'identificar quatre símbols (quadrat, casa, cercle, poma) senzills i simètrics d'esquerra a dreta, que requereixen poca capacitat de denominació. S'utilitza sobre tot amb nens, però també es pot utilitzar en adults analfabets.

### Prova de HOTV

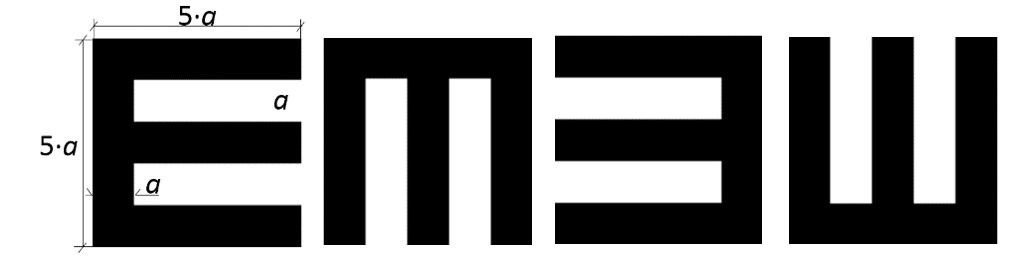
Símbols de la prova de les E tombades

La prova de HOTV conté les 4 lletres H, O, T i V (són aquests 4 perquè no tenen característiques que requereixen un sentit de lateralitat). Per estandarditzar l'efecte de la interacció de contorn quan els símbols es presenten per separat, poden estar envoltades per barres.

### Prova de les E tombades

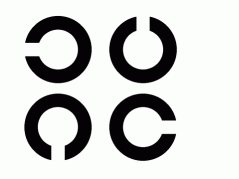
Símbols de la prova de Landolt

La prova de les Es tombades és el més utilitzat a l'hora d'avaluar infants. Una de les seves desavantatges és que requereix un sentit de lateralitat (que pot ser una dificultat per a joves i per a nens amb retard del desenvolupament). Es poden presentar en un format de gràfic (que és més difícil) o com a símbols individuals (més fàcil). La prova de les E tombades també són la base per als WHO Low Vision training kit (àmpliament utilitzats en els països en desenvolupament i als països on no s'utilitza l'alfabet romà).

### Prova de Landolt
La prova de Landolt o les C de Landolt s'utilitza majoritàriament en àmbits científics. S'utilitzen amb molta menys freqüència en un entorn clínic, excepte al Japó, on els caràcters de l'alfabet kanji són massa complexos. Quan s'utilitza en un format de gràfic és més difícil de detectar errors, a no ser que l'observador assenyali el símbol (el que dificulta la prova).